# منچ

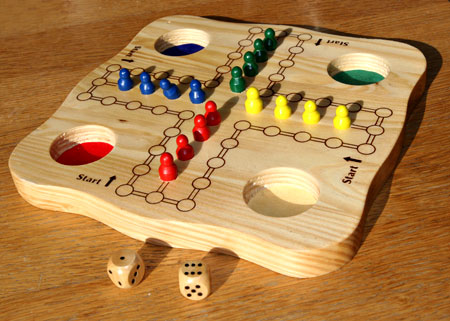
یک صفحه بازی منچ چوبی. همه مهره‌ها در «خانه» هستند، حالتی که در بازی پیش نمی‌آید.

مِنچ یک ورزش بازی رومیزی آلمانی است که مخترع آن فردی به نام یوزف فریدریش اشمیت است. نام منچ در ایران برگرفته از واژه نخست نام آلمانی این بازی (Mensch ärgere Dich nicht به معنای عصبی نشو مرد) است.
در این بازی با آوردن تاس ۶ بازیکن شانس یکبار تاس زدن به‌عنوان جایزه را دارد. اگر باز هم تاس روی عدد ۶ قرار بگیرد بازیکن شانس خود را تا عدد غیر ۶ امتحان می‌کند. تاس ۶ به بازیکن این امکان و انتخاب را می‌دهد که عدد ۶ را و یا تاس بعدی برای حرکت انتخاب کند و هیچ مانع و محدودیتی برای او ایجاد نمی‌کند.

## تاریخ
بازی منچ به سال‌های دور بازمی‌گردد. محل پیدایش این بازی در آلمان بوده‌است.
این بازی توسط 'یوزف فریدریش' اشمیت (۱۹۰۸/۱۹۰۷) ارائه شده‌است.

## نام
نام آلمانی این بازی Mensch ärgere Dich nicht است. بازگردان نام آلمانی این بازی به فارسی، چیزی شبیه «عصبانی نشو مرد» یا «عصبانی نشو، رفیق» است.

## قوانین

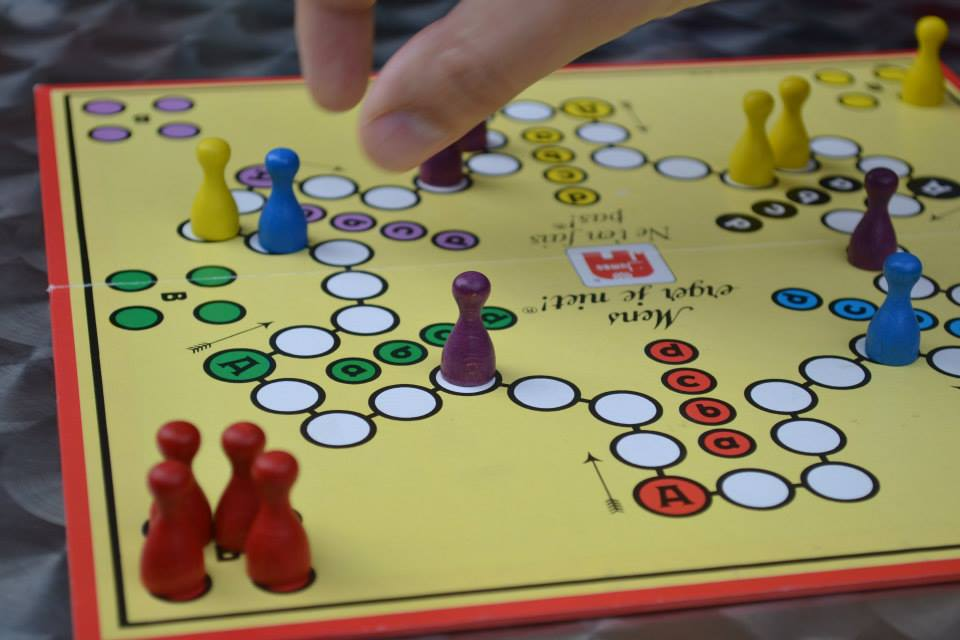
تصویری از بازی منچ

این بازی می‌تواند توسط ۲، ۳، یا ۴ بازیکن انجام شود. (یک بازیکن گوشه‌های صفحهٔ مربوط به بازی). هر بازیکن ۴ مهره خواهد داشت (تعداد کل مهره‌ها ۱۶ خواهد بود) که در ابتدا ۴ مهره در خانه‌های کناری قرار خواهند گرفت و بازیکنان باید مهره‌های خود را به انتهای بازی، یعنی ستون‌های عمودی یا افقی مربوط به خود (هم رنگ) برسانند و برندهٔ بازی فردیست که زودتر از دیگر بازیکنان موفق به تمام کردن مهره‌های خود بشود.
در شروع بازی ابتدا باید ۶ بیاورید یک مهره کاشته و جایزه آن عدد یک مهره دیگر وارد بازی کرده و به جلو رفته.
حرکت در این بازی بر مبنای تاس ریختن است، تعداد تاس ۱ عدد می‌باشد. آوردن عدد ۶ به معنای شروع بازی و در ادامهٔ بازی وارد کردن مهره‌ها خواهد بود، همچنین بعد از رخ دادن عدد ۶، بازیکن می‌تواند یک بار دیگر تاس ریخته و به همین ترتیب ادامه دهد (اصطلاحاً گفته می‌شود جایزه شش). کسی که عدد ۶ می‌آورد و مهره بیرون دارد و یک مهره در خانه شروع دارد نمی‌تواند چند مهره در نقطه شروع بر روی هم قرار دهد. همچنین نقطه شروع جز نقطه‌های امن محسوب می‌شود.با عدد ۶ هم میتوان وارد خانه پایانی شد.
در نظر داشته باشید ک هربار تاس ریختن یک حرکت می‌باشد (هر بار تاس ریختن و ۶ آوردن و دوباره تاس ریختن مجاز است ولی مهره باید اول حرکت ۶ را انجام دهد و بعد حرکت دیگر …) یعنی با ۶ می‌توان وارد خانه پایانی (عمودی) شوید چون که ابتدا حرکت شش باید اجرا شود.
و در بازی چهار نفره گروهی دو به دو یاران باید روبروی هم بنشینند و مهره‌ای یک‌دور کامل رفته و به ۴ خانه رسیده باید مهره داخل بازی را در خانه بکارد و نمی‌تواند دوباره یک دور دیگر برود و ممنوع است.